# 巴岱庙
巴岱庙位于中国内蒙古自治区兴安盟扎赉特旗好力保乡古庙村，是一座藏传佛教格鲁派寺院。现已无存。

## 简介
巴岱庙建于清朝乾隆二年（1737年）。后来的巴岱乡（今已并入好力保乡）便是因该庙而得名。该庙坐北朝南，南北长36.67米，东西宽30米，围墙高2.17米。该庙为上下两层阁楼大殿，并有东、西配殿，共18间，均以青砖建造。四周松柏环抱。大殿内供奉铜铸佛像64尊，其中最高的有3米。庙内收藏有《乾召经》120卷、《依门经》63卷。1966年8月，在文化大革命中，寺庙被全部毁灭，佛像散失，经卷遭到焚烧。